# Nereo Laroni
Nereo Laroni (ur. 2 września 1942 w Wenecji, zm. 14 lipca 2019 w Mestre) – włoski polityk, samorządowiec, działacz kulturalny i nauczyciel akademicki, burmistrz Wenecji (1985–1987), poseł do Parlamentu Europejskiego III kadencji (1989–1994).

## Życiorys
Kształcił się w zakresie sztuki i literatury na Uniwersytecie Padewskim. Pracował jako nauczyciel akademicki, publicysta i scenarzysta. Był przewodniczącym rady dyrektorów Teatro La Fenice, zasiadał też w radzie nadzorczej weneckiego portu. Działał jako asesor odpowiedzialny za roboty publiczne w zarządzie miasta. Sprawował funkcję honorowego konsula Kazachstanu.
W 1989 był współorganizatorem koncertu Pink Floyd w Wenecji. Opublikował dwie powieści historyczne, a także liczne artykuły. Działał także społecznie, m.in. jako założyciel i redaktor naczelny pism „Scuola Democratica” (zajmującego się polityką edukacyjną) i „Acque & Terre” (dotyczącego współpracy rozwojowej). Kierował organizacjami Koinè Europe i Marco Polo Institute, angażującymi się w działalność międzynarodową.
Zaangażował się w działalność polityczną w ramach Włoskiej Partii Socjalistycznej, należał do jej krajowego zarządu. Z jej ramienia od 1985 do 1987 pozostawał burmistrzem rodzinnego miasta, był także asesorem w lokalnych władzach. W wyborach do Europarlamentu w 1989 uzyskał mandat eurodeputowanego III kadencji. Przystąpił do grupy socjalistów (przekształconej w 1993 w Partię Europejskich Socjalistów). Należał m.in. do Komisji ds. Rozwoju i Współpracy oraz Komisji ds. Młodzieży, Kultury, Edukacji, Środków Masowego Przekazu i Sportu, był też wiceprzewodniczącym Delegacji ds. stosunków z Jugosławią (1989–1992) oraz Delegacji ds. stosunków z państwami Maszreku (1992–1994).
W 2000 związał się z Nową Włoską Partią Socjalistyczną. W 2005 i 2010 wybierano go radnym Wenecji Euganejskiej.
Odznaczony m.in. Legią Honorową. Zmarł 14 lipca 2019 na skutek komplikacji po operacji serca.